# Numéro étudiant
 (juillet 2024).
Si vous disposez d'ouvrages ou d'articles de référence ou si vous connaissez des sites web de qualité traitant du thème abordé ici, merci de compléter l'article en donnant les références utiles à sa vérifiabilité et en les liant à la section « Notes et références ».
Le numéro étudiant, composé d'une série de chiffres, parfois accompagné de lettres, est attribué à un étudiant lors de sa première inscription dans l'enseignement supérieur afin de l'identifier lors des examens, les projets, et remplace son nom pour les documents officiels.

## Système par pays

### France
En France, le numéro étudiant est le numéro INE (identifiant national étudiant).

### Autriche
Dans les universités publiques autrichiennes, l'étudiant conserve le même numéro qui lui a été attribué durant tout son parcours universitaire, même lorsqu'il change d'université ou interrompt ses études temporairement ou durant plusieurs années.
Le numéro d'étudiant autrichien, appelé Matrikelnummer, se forme d'après le format suivant :
| Format : YYU.... | Explications                                                                     | Exemple : 9450234 |
| ---------------- | -------------------------------------------------------------------------------- | --- |
| YY               | Le code correspond aux derniers chiffres de l'année de la rentrée universitaire. | Ici, le code correspond à l'année universitaire 1994-1995, plus particulièrement à celui de l'année de la rentrée (YY = 94). Il correspond toujours à l'année de la rentrée, y compris lorsque l'étudiant s'inscrit en été (ici cela correspondrait à 1995). |
| U                | Code à un chiffre (celui attribué pour une université).                          | Ex : Vienna University of Economics and Business Administration (en) possède le chiffre 5, donc U = 5 Et pour l'Université de Vienne, U = 0 NB : Certaines universités partagent un seul et même chiffre.                                                    |
| ....             | Numéro d'inscription                                                             | Dans cet exemple, l'étudiant est la 234e personne à s'être inscrite à l'université. Donc .... = 0234 |

### Royaume-Uni
L'Agence des Statistiques de l'Enseignement Supérieur (en anglais : Higher Education Statistics Agency, HESA), attribue un seul et même numéro aux étudiants durant leur scolarité. Toutefois, plusieurs universités ont leur propre système d'attribution des numéros étudiants.